# Rafael Platón Sánchez
Rafael Platón Sánchez Meraz (Hacienda del Capadero; hoy Platón Sánchez, Veracruz;  15 de octubre de 1831 - Galeana, Nuevo León; 30 de noviembre de 1867) fue un militar mexicano.
Siendo coronel, participó en la Batalla de Puebla. Fue presidente del Consejo de Guerra que sentenció a muerte a Maximiliano de Habsburgo, Miguel Miramón y Tomás Mejía. Fue asesinado por sus propios soldados que se habían sublevado en contra del gobierno de Benito Juárez en Nuevo León en el año de 1867.